# Mercedes Delgado Mallarino
Mercedes Delgado Mallarino de Martínez (Asunción de Popayán, 1866-1948) fue una artista colombiana, nieta del presidente Manuel María Mallarino y María Mercedes Cabal. 

## Biografía

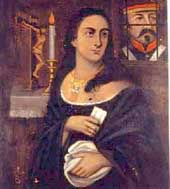
La Pola, por Mercedes Delgado Mallarino. Museo de la Pola.

Realizó algunos retratos y otros oleos de ámbito religioso, su estilo es primitivo y lleno de gracia. En su trabajo se nota un gran amor a la historia y a la patria.
Mercedes Delgado Mallarino se casó con el político conservador Luis Martínez Silva, en el matrimonio tuvo seis hijos entre los que encontramos al Maestro Santiago Martínez Delgado, el escritor e historiador Luis Martínez Delgado y el diplomático Antonio Martínez Delgado.